# Thermische centrale van Besós

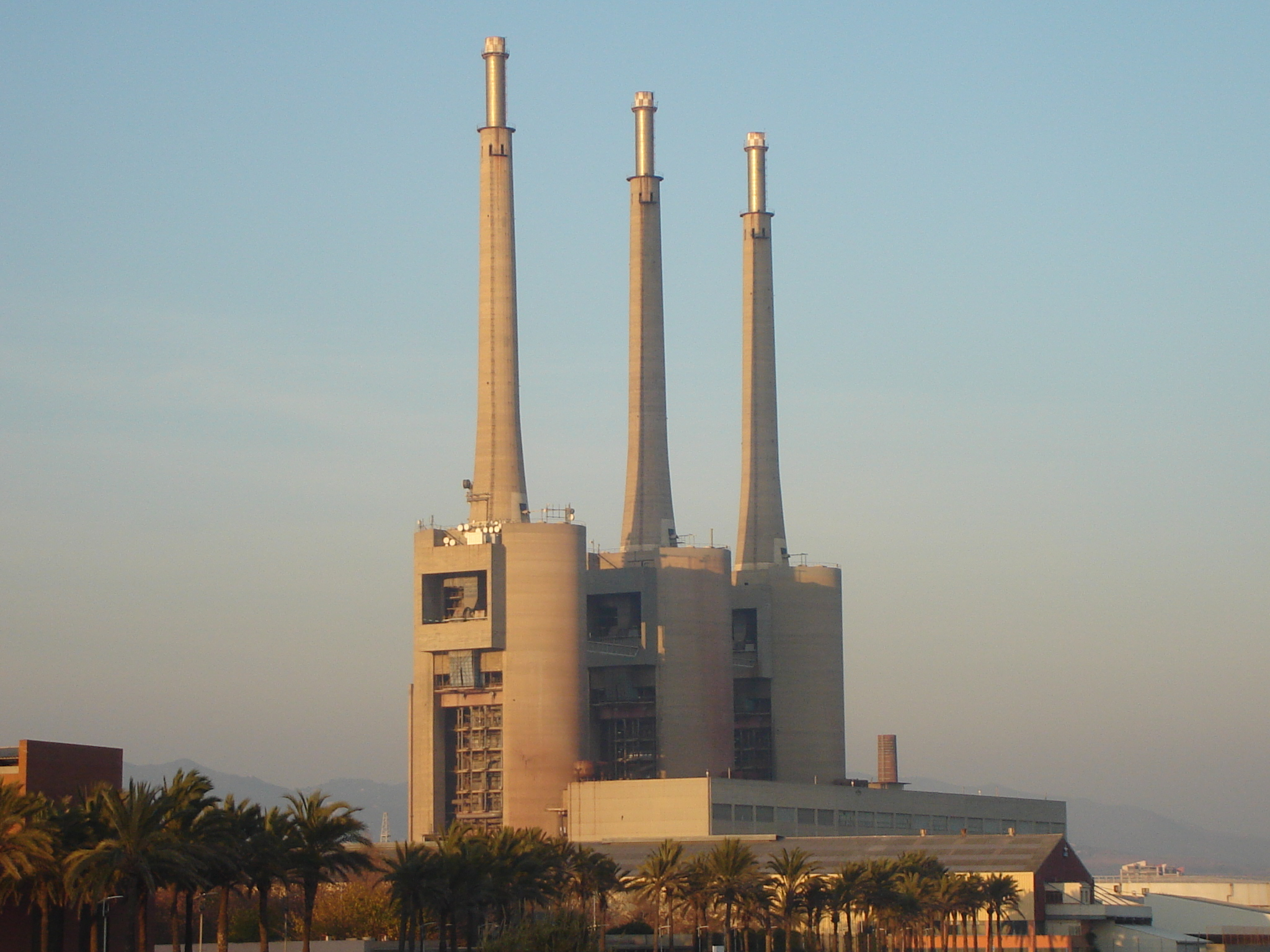
"De drie schoorstenen van Besós"

De thermische centrale van Besós, beter gekend als de drie schoorstenen van Besós, was een thermo-elektrische installatie met een conventionele stroomzin gesitueerd aan de monding van de Besósrivier in de Middellandse Zee, aan de grens van de gemeenten San Adrián de Besós en Badalona, in de provincie van Barcelona (Spanje). De centrale bestond uit 3 groepen thermen van elk 350 MW. Ze werd gebouwd door Copisa tussen 1970 en 1976 en de installaties zijn eigendom van het bedrijf Fecsa-Endesa. De centrale werd gesloten in het jaar 2011.
De schoorstenen zijn goed te zien vanaf alle stranden van Barcelona, en herinneren bewoners aan de tijd (voor de jaren 90) dat het hele zandstrand van de stad ook industriezone was.
Het energiebedrijf Endesa wilde de schoorstenen afbreken, maar de gemeenteraad van Sant Adrià de Besòs spande een procedure aan om de schoorstenen en turbinehal tot cultureel erfgoed te verklaren. Endesa kreeg geen vergunning om tot sloop over te gaan.